# 구도항 (남해군)
구도항은 경상남도 남해군 창선면 부윤리, 부윤마을 인근에 있는 어항이다. 2002년 8월 6일 어촌정주어항으로 지정하여 관리하고 있다. 시설관리자는 남해군수이다.

## 어항 연혁
- 본 마을에서 동남쪽 낮으막한 거북이 모양의 등성이 너머 바닷가에 앉아 조그만 마을이 있는데 이를 구도(龜島)라 부르게 되었다.

## 어항 시설
- 선착장 L=268m, B=4.5m, 물량장 L=49m, B=18m

## 주요 어종
- 감성돔, 도다리, 노래미, 바지락, 전어, 낙지 등